# Dahl (Mönchengladbach)
Dahl ist ein Stadtteil Mönchengladbachs. Er gehört zum Stadtbezirk Nord. 

## Medien
Es existieren lokale Anzeigenblätter wie der Extra-Tipp am Sonntag und der StadtSpiegel am Mittwoch. Der Sender CityVision, das Stadtfernsehen berichtet über Mönchengladbach und die umliegende Region, ist für Kunden des Anbieters Unitymedia im analogen Kabelfernsehen und über DVB-C zu empfangen. Ebenso so wie der auch terrestrisch oder über Livestream im Internet zu empfangende Radiosender Radio 90,1 Mönchengladbach dem Lokalradio für die Stadt Mönchengladbach.